# 100 Classic Book Collection
100 Classic Book Collection (en català: «Col·lecció de 100 llibres clàssics») és una col·lecció de llibres electrònics desenvolupada per Genius Sonority i publicada per Nintendo per a Nintendo DS. Va ser llançat primer al Japó l'octubre de 2007, després va arribar a Europa el desembre de 2008, a Austràlia el gener de 2009 i a Amèrica el juny de 2010. El programari inclou cent obres de literatura de domini públic. El març de 2010 es van publicar dues versions en francès i en alemany, sota els títols de 100 livres classiques i Bibliothek der klassischen Bücher, respectivament. El joc forma part de la sèrie Touch! Generations.

## Característiques
100 Classic Book Collection inclou cent llibres emmagatzemats al cartutx DS. Algunes de les obres incloses són Otel·lo de William Shakespeare, Oliver Twist de Charles Dickens i El fantasma de l'Òpera de Gaston Leroux. A més a més, es podrien baixar llibres gratuïts addicionals mitjançant la Nintendo Wi-Fi Connection fins al tancament del servei el 20 de maig de 2014.
El programari s'utilitza mantenint la DS en una posició vertical, com un llibre, i l'usuari pot ajustar la mida del text i canviar la música de fons que pot escoltar mentre llegeix. Una funció de punts permet al jugador marcar on ha deixat el llibre, així com reprendre des d'aquest punt en reiniciar el joc. El títol ofereix una funció de cerca de llibres, que es pot fer de diverses maneres diferents, incloent-hi el gènere, l'autor i la durada. Els usuaris poden mirar introduccions dels llibres i llegir-ne sobre els autors. També hi ha un qüestionari al joc que fa preguntes relacionades amb la personalitat dels jugadors i recomana certes novel·les en funció de les respostes donades. A més, els jugadors poden enviar "versions de prova" del joc a altres usuaris DS mitjançant la connexió sense fil local.

## Recepció
100 Classic Book Collection va debutar a les llistes de vendes del Regne Unit al número 17 durant la seva setmana de llançament i va pujar al número 8 la setmana següent. El contingut va ser ben rebut, però els crítics van considerar que la DS no era una plataforma adequada. Abans de l'arribada del Kindle, el diari The Guardian va qualificar el joc com a part de la "moda minoritària" dels lectors electrònics, declarant-lo insípid i impersonal però amb una bona relació qualitat-preu. La revista Eurogamer va criticar a Nintendo per utilitzar només textos amb drets d'autor vençuts en comptes de gastar més per als clàssics moderns. També van trobar que el text era difícil de llegir a causa de la mida de la pantalla, amb guionets poc útils, un nombre baix de paraules per pàgina i animacions incòmodes. El diari The Telegraph va coincidir que el joc oferia una bona relació qualitat-preu, però també va criticar la mida de la pantalla.